# Antón (distrito)

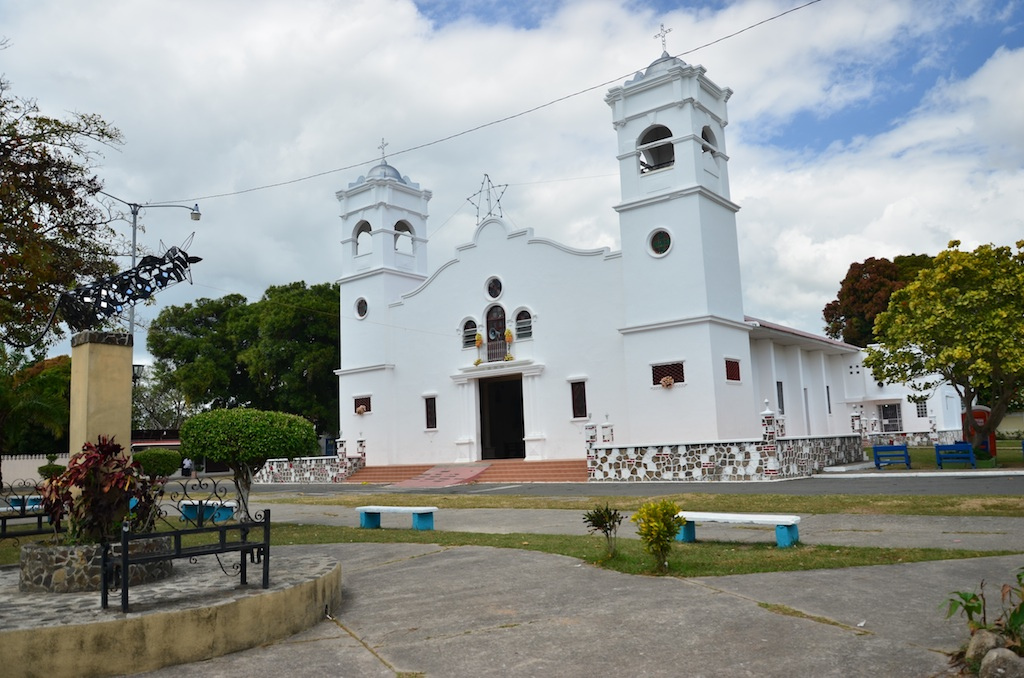
Santuário em Antón

Antón é um distrito da província de Coclé, Panamá. Possui uma área de 749,20 km² e uma população de 44.039 habitantes (censo 2000), perfazendo uma densidade demográfica de 58,78 hab./km². Sua capital é a cidade de Antón.